# Сутоки-Висленеостровские
Сутоки-Висленеостровские (Сутоки Вторые) — деревня в Окуловском муниципальном районе Новгородской области, относится к Боровёнковскому сельскому поселению.
Деревня расположена на левом берегу реки Полона у её истока, на северо-востоке района, у административной границы с Любытинским муниципальным районом, в 26 км к северу или в 40 км по автомобильным дорогам от административного центра сельского поселения — посёлка Боровёнка. Расстояние до административного центра муниципального района — города Окуловка — 35 км на юг или 70 км по автомобильным дорогам.
Численность постоянного населения деревни — 13 человек.
В окру́ге расположены ещё две деревни: Болотница — в 1 км к западу и Ярцево — в 3 км к востоку, в Любытинском районе. Ранее в 2 км к югу существовала ещё одна деревня — Маслово. Деревни Сутоки Вторые и Данилово — самые северные населённые пункты Окуловского района.

## История
В Новгородской губернии деревня была приписана к Каёвской волости Крестецкого уезда, а с 30 марта 1918 года Маловишерского уезда. До 2005 года деревня входила в число населённых пунктов подчинённых администрации Висленеостровского сельсовета.
По ревизским сказкам 1782 года в деревне Сутоках числилось 38 человек
После того, как деревня Сутоки вошла в число населённых пунктов Боровёнковского сельского поселения в 2005 году, до 2012 года деревня называлась Сутоки Вторые.

## Транспорт
Ближайшие железнодорожные станции расположены в Любытино и Торбино. Через деревню проходит автомобильная дорога Висленев Остров — Любытино.